# 1 ذو القعدة
- السبت
- الأحد
- الاثنين
- الثلاثاء
- الأربعاء
- الخميس
- الجمعة

- 2826 أبريل 2025
- 2927 أبريل 2025
- 3028 أبريل 2025
- 129 أبريل 2025
- 230 أبريل 2025
- 31 مايو 2025
- 42 مايو 2025
- 53 مايو 2025
- 64 مايو 2025
- 75 مايو 2025
- 86 مايو 2025
- 97 مايو 2025
- 108 مايو 2025
- 119 مايو 2025
- 1210 مايو 2025
- 1311 مايو 2025
- 1412 مايو 2025
- 1513 مايو 2025
- 1614 مايو 2025
- 1715 مايو 2025
- 1816 مايو 2025
- 1917 مايو 2025
- 2018 مايو 2025
- 2119 مايو 2025
- 2220 مايو 2025
- 2321 مايو 2025
- 2422 مايو 2025
- 2523 مايو 2025
- 2624 مايو 2025
- 2725 مايو 2025
- 2826 مايو 2025
- 2927 مايو 2025
- 128 مايو 2025
- 229 مايو 2025
- 330 مايو 2025

1 ذو القعدة أو 1 ذو القعدة الحرام أو يوم 1 \ 11 (اليوم الأوَّل من الشهر الحادي عشر) هو اليوم السادس والتسعون بعد المائتين (296) من أيَّام السنة (أو السابع والتسعون بعد المائتين لو كان شهر رمضان مُتممًا لليوم الثلاثين أو الثامن والتسعون بعد المائتين لو أتم كلًا من صفر وربيع الآخر وجمادى الآخرة وشعبان ورمضان ثلاثين يومًا) وفق التقويم الهجري القمري (العربي). يبقى بعده 58 أو 59 يومًا لانتهاء السنة.

## أحداث
- 5 هـ - الرسول محمد يتزوج بابنة عمته زينب بنت جحش مطلقة زيد بن حارثة بأمر من الله كما في المعتقد الإسلامي؛ وذلك لإبطال سنة الجاهلية التي فرضها العرب على أنفسهم بأن من ادّعى بنوّة إنسان ما، فإنه لا يجوز له أن يتزوج زوجته من بعده.
- 6 هـ - خروج النبي محمد وأتباعه من المدينة قاصدين مكة لأداء العمرة، إلا أن قريش اعترضت طريقهم، حينها أرسل الرسول محمد عثمان بن عفان إليهم ليفاوضهم، فانتشرت إشاعة أنه قد قُتل، فقرر الرسول أخذ البيعة من المسلمين على أن لا يفرّوا، فيما عرف ببيعة الرضوان، وخلال ذلك وصلت أنباء عن سلامة عثمان، وأرسلت قريشٌ سهيل بن عمرو لتوقيع اتفاق مصالحة عرف بصلح الحديبية.
- 1099 هـ - سقوط قلعة بلغراد في أيدي الألمان، بعد 29 يومًا من حصار الجيش العثماني بداخلها، وتم تحويل 100 مسجد في المدينة إلى كنائس، بعد ذبح المسلمين الموجودين فيها.
- 1213 هـ - الجنرال كليبر وقائد المماليك مراد بك يعقدان اتفاق مصالحة في الصعيد.
- 1245 هـ - الدولة العثمانية تعترف باليونان كدولة مستقلة وليست تابعة للدولة العثمانية، بعد الضغوط الكبيرة التي مارستها الدول الأوروبية الكبرى على الباب العالي؛ لتأسيس ملكية مستقلة في اليونان تكون عاصمتها أثينا.
- 1299 هـ - دخول القوات البريطانية القاهرة بعد فشل الثورة العرابية، فيما يُعدّ بداية للاحتلال البريطاني لمصر.
- 1348 هـ - الجنرال الإيطالي رودولفو غراتسياني يصل إلى ليبيا كحاكم عسكري لها.
- 1352 هـ - الحكومة الفرنسية تصدر قانونًا تلحق فيه المغرب بمستعمراتها، رغم احتجاج الملك المغربي على القانون.
- 1355 هـ - فرنسا تصدر قرارًا بحل حزب الاتحاد الوطني لمسلمي شمال أفريقيا الذي كان يتولى زعامته مصالي الحاج ذو الميول الشيوعية.
- 1371 هـ - تشكيل حكومة جديدة في مصر برئاسة أحمد نجيب الهلالي، واستمرت بعملها لمده ساعات فقط وذلك بسبب قيام الثورة على النظام الملكي في تلك الليلة، وكانت بذلك أقصر الحكومات عمرًا في مصر.
- 1401 هـ - انفجار في مبنى مجلس الوزراء الإيراني في طهران يودي بحياة الرئيس محمد علي رجائي ورئيس الوزراء محمد جواد باهونار.
- 1402 هـ - القوات متعددة الجنسيات تشرف على انسحاب قوات منظمة التحرير الفلسطينية من لبنان.
- 1406 هـ - الحكومة الأردنية تصدر قرار بإغلاق مكاتب حركة فتح في الأردن بعد توتر العلاقات بين الملك حسين ورئيس الحركة ياسر عرفات.
- 1409 هـ - أول طائرة مصرية تصل إلى طرابلس بعد عودة العلاقات مع ليبيا.
- 1427 هـ - اغتيال وزير الصناعة اللبناني بيار أمين الجميّل إثر تعرضه لإطلاق نار في «منطقة الجديدة».
- 1435 هـ - حركة حماس وإسرائيل تتوصلان إلى اتفاقٍ «دائم وغير محدود زمنيًّا» لوقف إطلاق النار في غزَّة، بعد حربٍ دامت 50 يومًا.
- 1436 هـ -
  - إلقاء القبض على الشيخ اللُبناني أحمد الأسير الحُسيني الذي اشتهر قبل بضع سنوات بدعمه للمعارضة السورية واتهُم بحادثة إطلاق نار على الجيش في مطار بيروت رفيق الحريري الدولي.
  - سلسلة تفجيرات بواسطة عدَّة عُبوات وسيَّارات مُفخخة تهز العاصمة العراقيَّة بغداد توقع نحو عشرين قتيل وأكثر من مائة جريح.
- 1440 هـ - طائراتٌ حربيَّة تقصفُ مركزًا لِلمُهاجرين الأفارقة في مدينة طرابُلس الغرب ممَّا أدَّى إلى مقتل 53 شخصًا وجرح ما يزيد عن 130 آخرين، وحُكُومة الوفاق والجيش الوطني الليبي يتبادلان الاتهامات حول هويَّة المُنفِّذ.

## مواليد
- 173 هـ - فاطمة بنت موسى الكاظم، ابنة الإمام موسى الكاظم.
- 1306 هـ - عباس محمود العقاد، كاتب مصري.
- 1318 هـ - محمد نجيب، أول رؤساء الجمهورية في مصر.
- 1322 هـ - يحيى حقي، كاتب وروائي مصري.
- 1350 هـ - سميحة أيوب، ممثلة مصرية.
- 1395 هـ - محمد حماقي، مغني مصري.
- 1421 هـ - انتصار الحمادي، عارضة أزياء يمنية.

## وفيات
- 40 هـ - الأشعث بن قيس الكندي، صحابي.
- 125 هـ - علي بن عبد الله بن العباس، جد الخلفاء العباسيين.
- 177 هـ - شريك بن عبد الله النخعي، قاضي وفقيه وعالم بالحديث.
- 575 هـ - حسن المستضيء بأمر الله، الخليفة العباسي الثالث والثلاثون.
- 1309 هـ - محمد علي اللكنوي الكشميري، رجل دين ومؤرِّخ شيعي هندي.
- 1365 هـ - عبد الرحيم الغزي، كشاف وكاتب مسرحي سوري.
- 1401 هـ - محمد علي رجائي، رئيس الجمهورية الإسلامية الإيرانية.
- 1409 هـ - فوزي المجادي، مناضل كويتي وعضو في الجبهة الديمقراطية لتحرير فلسطين.
- 1427 هـ - بيار أمين الجميّل، سياسي لبناني.
- 1433 هـ - مساعد بن سعود بن عبد العزيز آل سعود، الابن الثاني للملك سعود بن عبد العزيز آل سعود.
- 1441 هـ - أحمد راضي، لاعب كرة قدم عراقي.

## مناسبات
- يوم البنات في إيران.

## وصلات خارجية
- موقع قصة الإسلام: حدث في شهر ذو القعدة.